# Томас, Айзея (1989)
О двукратном чемпионе НБА в составе «Детройт Пистонс» см. Томас, Айзея (1961)
Айзе́я Джама́р То́мас (англ. Isaiah Jamar Thomas, род. 7 февраля 1989 года в Такоме, штат Вашингтон, США) — американский профессиональный баскетболист, выступающий в команде Джи-Лиги НБА «Солт-Лейк-Сити Старс». Он такого же роста, и учился в том же университете, что и разыгрывающий защитник Нейт Робинсон, известный по выступлениям за целый ряд клубов НБА.

## Колледж
20 апреля 2006 года на пресс-конференции Томас объявил о своём намерении поступить в Вашингтонский университет. Айзея получил благословение от Нейта Робинсона, бывшего игрока «Вашингтон Хаскис», чтобы выступать под его игровым номером (№ 2). 30 декабря 2008 года он забил 27 очков в победной домашней игре 81-67 против Морган Стейт. Томас улучшил свой рекорд результативности в одном матче, предыдущий максимум был 19 набранных очков против Флорида Интернейшнл 20 ноября.
В своём дебютном сезоне за Вашингтон Айзея в среднем набирал 15,5 очков, 2,6 передач, 3,0 подбора и 1,1 перехвата за игру. Во втором сезоне он поднял свою результативность до 16.9 очка, 3.2 передач и 3.9 подбора в среднем за игру. В 2010 году Томас был выбран в первую сборную всех звёзд в своей конференции.
Он вошёл в финальную десятку кандидатов на приз имени Боба Коузи.
31 марта 2011 года Томас официально объявил о своём намерении выставить свою кандидатуру на драфт НБА.

## НБА
До драфта Айзея принял участие в документальном фильме под названием «Дорога в НБА — история Айзеи Томаса» («Road to the NBA — The Isaiah Thomas Story»). Томас был выбран под последним 60-м номером на драфте НБА 2011 года командой «Сакраменто Кингз». 19 февраля 2012 года он впервые в своей карьере в НБА сделал дабл-дабл, набрав 23 очка и 11 результативных передач в матче против «Кливленд Кавальерс».
1 марта 2012 года Айзея был назван «Новичком февраля» Западной конференции НБА в среднем набирая 12.2 очков и 4.4 передачи за игру. Это первый случай в истории НБА, когда игрок, выбранный на драфте последним, выигрывает награду «Новичок месяца». 2 апреля 2012 года Томас снова был назван «Новичком месяца» Западной конференции, в среднем в месяце набирая 13,6 очка и 4,9 передач за игру в марте. По итогам сезона 2011/2012 он был включён во вторую сборная новичков НБА и занял седьмое место в голосовании за звание Новичок года НБА.
«Кингз» его обменял в «Финикс» на торговое исключение в размере 7 миллионов долларов и право на Алекса Орияхи.
22 августа 2017 года был обменян из «Бостон Селтикс» в «Кливленд Кавальерс» на Кайри Ирвинга вместе с Анте Жижичем, Джеем Краудером и драфт-пиком первого раунда 2018 года.
8 февраля 2018 года пришел в «Лос-Анджелес Лейкерс» из «Кливленд Кавальерс» в результате обмена на защитника Джордана Кларксона и форварда Ларри Нэнса.
17 декабря 2021 года Томас подписал 10-дневный контракт с «Лос-Анджелес Лейкерс». В первом матче за клуб он набрал 19 очков за 22 минуты.
29 декабря 2021 года Томас подписал 10-дневный контракт с «Даллас Маверикс».
14 февраля 2022 года Томас перешел в клуб «Гранд-Рапидс Голд».
3 марта 2022 года Томас подписал 10-дневный контракт с «Шарлотт Хорнетс». 12 марта он подписал второй 10-дневный контракт. 22 марта Томас был подписан до конца сезона.
6 марта 2024 года Томас присоединился к фарм-команде «Юты Джаз» в Джи-лиге «Солт-Лейк-Сити Старс». В своем дебюте за «Старз» Томас набрал 32 очка и 4 передачи.
20 марта 2024 года Томас подписал 10-дневный контракт с «Финикс Санз». Позже в тот же день Томас сыграл в своем первом матче НБА за почти два года против «Филадельфии Севенти Сиксерс», сделав одну передачу за две минуты игры. 30 марта он подписал второй 10-дневный контракт с «Санз». 9 апреля Томас подписал контракт с «Санз» до конца сезона.
27 января 2025 года Томас подписал контракт с командой Джи-Лиги НБА «Солт-Лейк-Сити Старс». 28 января 2025 года Томас набрал 40 очков и 8 передач в поражении от «Вэлли Санз» (115:122).

## Личная жизнь
Айзея Томас был назван в честь бывшего игрока «Детройт Пистонс» Айзеи Томаса (англ. Isiah Thomas): его отец Джеймс проиграл пари своему другу, после того как его любимая команда «Лос-Анджелес Лейкерс» всухую уступила «Пистонс» в финале 1989 года. Хотя Томас младший родился за месяц до начала финала, Джеймс дал ему это имя. Тем не менее мать мальчика Тина Балдтрип настаивала на написании его имени Айзея (англ. Isaiah), так как это имя является библейским.
После того, как Айзея Томас-старший безуспешно выступал в качестве главного тренера «Нью-Йорк Никс», фанаты нью-йоркской команды перенесли "особые чувства" к Томасу-младшему. Болельщики постоянно освистывали молодого Айзею, когда он играл в «Мэдисон-сквер-гардене».
Сестра Томаса, Чина, погибла 15 апреля 2017 года в ДТП на шоссе № 5 в Федерал-Уэй, штат Вашингтон.
Старшая сестра Томаса, Лакиша, погибла 23 ноября 2024 года.  
У Томаса и его жены Кайлы трое совместных детей.

## Статистика

### Статистика в НБА
| Сезон                                                                                    | Команда    | Регулярный сезон | Регулярный сезон | Регулярный сезон | Регулярный сезон | Регулярный сезон | Регулярный сезон | Регулярный сезон | Регулярный сезон | Регулярный сезон | Регулярный сезон | Регулярный сезон | Серия плей-офф | Серия плей-офф | Серия плей-офф | Серия плей-офф | Серия плей-офф | Серия плей-офф | Серия плей-офф | Серия плей-офф | Серия плей-офф | Серия плей-офф | Серия плей-офф |
| Сезон                                                                                    | Команда    | GP               | GS               | MPG              | FG%              | 3P%              | FT%              | RPG              | APG              | SPG              | BPG              | PPG              | GP             | GS             | MPG            | FG%            | 3P%            | FT%            | RPG            | APG            | SPG            | BPG            | PPG            |
| ---------------------------------------------------------------------------------------- | ---------- | ---------------- | ---------------- | ---------------- | ---------------- | ---------------- | ---------------- | ---------------- | ---------------- | ---------------- | ---------------- | ---------------- | -------------- | -------------- | -------------- | -------------- | -------------- | -------------- | -------------- | -------------- | -------------- | -------------- | -------------- |
| 2011/12                                                                                  | Сакраменто | 65               | 37               | 25,5             | 44,8             | 37,9             | 83,2             | 2,6              | 4,1              | 0,8              | 0,1              | 11,5             | Не участвовал  | Не участвовал  | Не участвовал  | Не участвовал  | Не участвовал  | Не участвовал  | Не участвовал  | Не участвовал  | Не участвовал  | Не участвовал  | Не участвовал  |
| 2012/13                                                                                  | Сакраменто | 79               | 62               | 26,9             | 44,0             | 35,8             | 88,2             | 2,0              | 4,0              | 0,8              | 0,0              | 13,9             | Не участвовал  | Не участвовал  | Не участвовал  | Не участвовал  | Не участвовал  | Не участвовал  | Не участвовал  | Не участвовал  | Не участвовал  | Не участвовал  | Не участвовал  |
| 2013/14                                                                                  | Сакраменто | 72               | 54               | 34,7             | 45,3             | 34,9             | 85,0             | 2,9              | 6,3              | 1,3              | 0,1              | 20,3             | Не участвовал  | Не участвовал  | Не участвовал  | Не участвовал  | Не участвовал  | Не участвовал  | Не участвовал  | Не участвовал  | Не участвовал  | Не участвовал  | Не участвовал  |
| 2014/15                                                                                  | Финикс     | 46               | 1                | 25,7             | 42,6             | 39,1             | 87,2             | 2,4              | 3,7              | 1,0              | 0,1              | 15,2             | Не участвовал  | Не участвовал  | Не участвовал  | Не участвовал  | Не участвовал  | Не участвовал  | Не участвовал  | Не участвовал  | Не участвовал  | Не участвовал  | Не участвовал  |
| 2014/15                                                                                  | Бостон     | 21               | 0                | 25,9             | 41,1             | 34,5             | 86,1             | 2,1              | 5,4              | 0,6              | 0,0              | 19,0             | 4              | 0              | 29,8           | 33,3           | 16,7           | 96,9           | 3,0            | 7,0            | 0,8            | 0,0            | 17,5           |
| 2015/16                                                                                  | Бостон     | 82               | 79               | 32,2             | 42,8             | 35,9             | 87,1             | 3,0              | 6,2              | 1,1              | 0,1              | 22,2             | 6              | 6              | 36,6           | 39,5           | 28,3           | 80,9           | 3,0            | 5,0            | 0,7            | 0,8            | 24,2           |
| 2016/17                                                                                  | Бостон     | 76               | 76               | 33,8             | 46,3             | 37,9             | 90,9             | 2,7              | 5,9              | 0,9              | 0,2              | 28,9             | 15             | 15             | 34,7           | 42,5           | 33,3           | 82,0           | 3,1            | 6,7            | 0,9            | 0,1            | 23,3           |
| 2017/18                                                                                  | Кливленд   | 15               | 14               | 27,1             | 36,1             | 25,3             | 86,8             | 2,1              | 4,5              | 0,6              | 0,1              | 14,7             | Не участвовал  | Не участвовал  | Не участвовал  | Не участвовал  | Не участвовал  | Не участвовал  | Не участвовал  | Не участвовал  | Не участвовал  | Не участвовал  | Не участвовал  |
| 2017/18                                                                                  | Лейкерс    | 17               | 1                | 26,8             | 38,3             | 32,7             | 92,1             | 2,1              | 5,0              | 0,4              | 0,1              | 15,6             | Не участвовал  | Не участвовал  | Не участвовал  | Не участвовал  | Не участвовал  | Не участвовал  | Не участвовал  | Не участвовал  | Не участвовал  | Не участвовал  | Не участвовал  |
| 2018/19                                                                                  | Денвер     | 12               | 0                | 15,1             | 34,3             | 27,9             | 63,0             | 1,1              | 1,9              | 0,4              | 0,1              | 8,1              | Не участвовал  | Не участвовал  | Не участвовал  | Не участвовал  | Не участвовал  | Не участвовал  | Не участвовал  | Не участвовал  | Не участвовал  | Не участвовал  | Не участвовал  |
| 2019/20                                                                                  | Вашингтон  | 40               | 37               | 23,1             | 40,8             | 41,3             | 81,6             | 1,7              | 3,7              | 0,3              | 0,2              | 12,2             | Не участвовал  | Не участвовал  | Не участвовал  | Не участвовал  | Не участвовал  | Не участвовал  | Не участвовал  | Не участвовал  | Не участвовал  | Не участвовал  | Не участвовал  |
| 2020/21                                                                                  | Нью-Орлеан | 3                | 0                | 16,1             | 33,3             | 25,0             | 100,0            | 1,3              | 1,7              | 0,3              | 0,0              | 7,7              | Не участвовал  | Не участвовал  | Не участвовал  | Не участвовал  | Не участвовал  | Не участвовал  | Не участвовал  | Не участвовал  | Не участвовал  | Не участвовал  | Не участвовал  |
| 2021/22                                                                                  | Лейкерс    | 4                | 1                | 25,3             | 30,8             | 22,7             | 72,7             | 2,0              | 1,5              | 0,0              | 0,5              | 9,3              | Не участвовал  | Не участвовал  | Не участвовал  | Не участвовал  | Не участвовал  | Не участвовал  | Не участвовал  | Не участвовал  | Не участвовал  | Не участвовал  | Не участвовал  |
| 2021/22                                                                                  | Даллас     | 1                | 0                | 13,3             | 37,5             | 0,0              | -                | 0,0              | 4,0              | 0,0              | 0,0              | 6,0              | Не участвовал  | Не участвовал  | Не участвовал  | Не участвовал  | Не участвовал  | Не участвовал  | Не участвовал  | Не участвовал  | Не участвовал  | Не участвовал  | Не участвовал  |
| 2021/22                                                                                  | Шарлотт    | 17               | 0                | 12,9             | 43,3             | 39,7             | 93,3             | 1,2              | 1,4              | 0,4              | 0,2              | 8,3              | Не участвовал  | Не участвовал  | Не участвовал  | Не участвовал  | Не участвовал  | Не участвовал  | Не участвовал  | Не участвовал  | Не участвовал  | Не участвовал  | Не участвовал  |
|                                                                                          | Всего      | 550              | 362              | 28,3             | 43,4             | 36,2             | 87,2             | 2,4              | 4,8              | 0,9              | 0,1              | 17,7             | 25             | 21             | 34,4           | 40,6           | 30,2           | 84,2           | 3,1            | 6,3            | 0,8            | 0,3            | 22,6           |
| Наведите курсор мыши на аббревиатуры в заголовке таблицы, чтобы прочесть их расшифровку. |            |                  |                  |                  |                  |                  |                  |                  |                  |                  |                  |                  |                |                |                |                |                |                |                |                |                |                |                |

### Статистика в колледже
| Сезон                                                                                   | Команда   | GP  | GS  | MPG  | FG%  | 3P%  | FT%  | RPG | APG | SPG | BPG | PPG  |  |
| --------------------------------------------------------------------------------------- | --------- | --- | --- | ---- | ---- | ---- | ---- | --- | --- | --- | --- | ---- |  |
| 2008/09                                                                                 | Вашингтон | 35  | 34  | 28,4 | 41,8 | 28,9 | 68,6 | 3,0 | 2,6 | 1,1 | 0,1 | 15,5 |  |
| 2009/10                                                                                 | Вашингтон | 35  | 35  | 31,1 | 41,5 | 32,7 | 73,2 | 3,9 | 3,2 | 1,1 | 0,1 | 16,9 |  |
| 2010/11                                                                                 | Вашингтон | 35  | 35  | 31,9 | 44,5 | 34,9 | 71,9 | 3,5 | 6,1 | 1,3 | 0,1 | 16,8 |  |
|                                                                                         | Всего     | 105 | 104 | 30,4 | 42,6 | 32,4 | 71,3 | 3,5 | 4,0 | 1,2 | 0,1 | 16,4 |  |
| Наведите курсор мыши на аббревиатуры в заголовке таблицы, чтобы прочесть их расшифровку |           |     |     |      |      |      |      |     |     |     |     |      |  |